# Synzeuxis penthina
Synzeuxis penthina är en fjärilsart som beskrevs av Turner 1919. Synzeuxis penthina ingår i släktet Synzeuxis och familjen mätare. Inga underarter finns listade i Catalogue of Life.